# シリアカヒヨドリ
シリアカヒヨドリ（尻赤鵯、Pycnonotus cafer）は、スズメ目ヒヨドリ科シロガシラ属に分類される鳥。

## 分布
パキスタン、インド、ネパール、中国南部、バングラデシュ、ブータン、ミャンマー、タイ北部を原産地とする。
太平洋諸島（ハワイ、フィジーなど）と東アラブ（クウェート、カタールなど）に外来種として定着している。

## 形態
全長19-20cm。
雌雄同色。全体的に暗茶色で、頭部とくちばしは黒色、虹彩は茶色。尻と下尾筒が赤色になるのが特徴。黒い冠羽がある。

## 生態

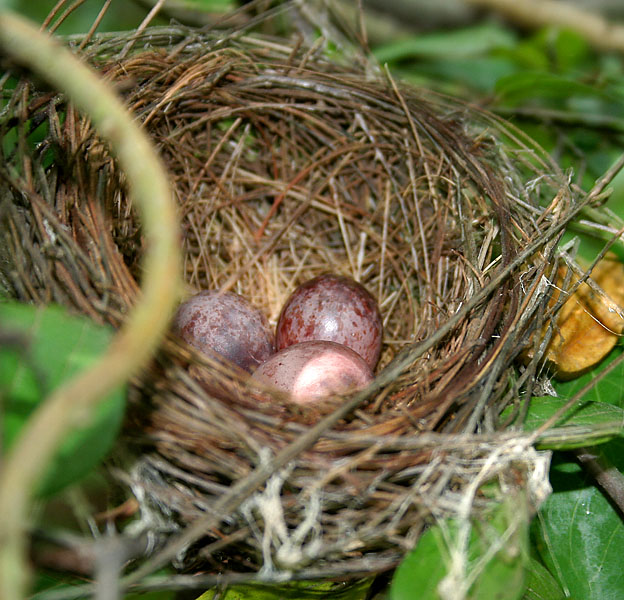
卵

二次林、果樹園、都市部の公園に生息し、比較的よく観察できる。
雑食性で果実や花の蜜、種子、花弁、昆虫などを食べる。
低木などにお椀状の巣をつくるが、市街地では植木鉢やバスの荷物棚といった人工物までも利用する。繁殖は多い時には年4回行われる。雌が抱卵する。

## 外来種問題
海外の定着地域では農作物に被害を与えており、世界の侵略的外来種ワースト100に選定されている。
日本への導入記録は今のところないが、定着した場合は在来種の鳥類（ヒヨドリなど）と競争することが危惧されるため、外来生物法によって特定外来生物に指定されている。